# Saccardoella rhizophorae
Saccardoella rhizophorae är en svampart som beskrevs av K.D. Hyde 1992. Saccardoella rhizophorae ingår i släktet Saccardoella, klassen Sordariomycetes, divisionen sporsäcksvampar och riket svampar.   Inga underarter finns listade i Catalogue of Life.